# Cathartes
Cathartes (gr. kathartes, "el que limpia") es un género de aves Cathartiformes de la familia Cathartidae que incluye tres especies de buitres del Nuevo Mundo.

## Especies
- Cathartes aura
- Cathartes melambrotus
- Cathartes burrovianus